# Siluan Athonitul
Siluan Athonitul (în rusă Силуан Афонский; n. 17 ianuarie 1866, uezdul Lebedinsk⁠(d), Gubernia Tambov, Imperiul Rus – d. 24 septembrie 1938, Mănăstirea Sfântul Pantelimon, Republica Monastică de la Muntele Athos, Grecia), denumit uneori și Siluan de la Muntele Athos, a fost un călugăr ortodox de origine rusă, care a trăit la Mănăstirea „Sf. Pantelimon”. A fost canonizat de Patriarhia Ecumenică a Constantinopolului în anul 1987 și este prăznuit ca sfânt în ziua de 24 septembrie.

## Biografie

### Tinerețea

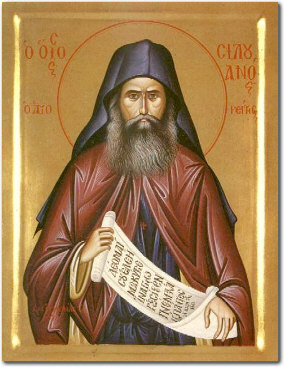
Icoana Sfântului Siluan Athonitul

S-a născut în anul 1866 în familia unor țărani evlavioși ortodocși ruși, care proveneau din satul Șovskoe (uezdul Lebedinsk, gubernia Tambov) al Imperiului Rus. A primit la naștere numele Semion Ivanovici Antonov. Tatăl lui era nu era un om învățat, dar era smerit, ceea ce l-a făcut pe monahul Siluan să afirme mai târziu în timpul șederii sale la Muntele Athos: „N-am ajuns la măsura tatălui meu”. La vârsta de 19 ani, fiind atras de viața monahală, a hotărât să intre în Lavra Pecerska din Kiev, dar tatăl lui l-a sfătuit să-și efectueze mai întâi serviciul militar obligatoriu. Sub influența anturajului, Simeon a dus o viață destrăbălată în compania tinerilor de vârsta lui, fiind trezit din această stare de păcat de glasul Maicii Domnului pe care l-a auzit în somn: „nu-mi place ceea ce faci tu acum”.
A urmat apoi serviciul militar în batalionul de geniu al gărzii imperiale ruse din Sankt Petersburg, având permanent sentimentul propriei păcătoșenii. În această perioadă a asistat la liturghiile celebrate de protoiereul Ioan de Kronstadt (canonizat ulterior de Patriarhia Moscovei), fiind impresionat de puterea rugăciunii lui.

### Viața sa la Muntele Athos
În toamna anului 1892, după ce și-a încheiat serviciul militar în Armata Imperială Rusă și a trecut acasă doar pentru o săptămână, a plecat la Muntele Athos, unde a intrat ca frate în mănăstirea rusă „Sf. Pantelimon”, cunoscută sub numele de „Russikon” și aflată, la fel ca toate mănăstirile athonite, sub jurisdicția Patriarhiei Constantinopolului. Acolo a primit numele Siluan (versiunea rusă a numelui biblic Silvanus) și a lucrat inițial la moara mănăstirii. A îndeplinit apoi diverse ascultări: la moară, la Kalamareia, la Vechiul Russikon și la economat, ajungând în cele din urmă să fie econom al mănăstirii.
Tânărul monah Siluan s-a dedicat ascezei și, după cum a mărturisit, a primit harul rugăciunii neîncetate, prefacere interioară care l-a făcut să simtă slava deșartă și apoi deznădejdea. A dus o viață „între iadul deznădejdii și cel al smereniei”, simțind în unele momente pacea lăuntrică adusă de harul divin și în alte momente deznădejdea că ar fi fost părăsit de har și zbuciumul cauzat de lupta cu demonii. Monahul Siluan se ruga necontenit ziua și noaptea, mărturisea ucenicul său, Sofronie Saharov, neîntrerupându-și rugăciunea nici măcar în prezența altor oameni. După mulți ani de încercare spirituală, l-a văzut într-o viziune pe Hristos, care i-a spus că singura cale spre mântuire este smerenia, dându-i următorul mesaj: „Ține mintea în iad și nu deznădăjdui”. Monahul Rafail Noica, ucenicul arhimandritului Sofronie Saharov, spunea că ținerea minții în iad înseamnă conștientizarea vieții păcătoase pe care o trăiesc oamenii și care îi împiedică să-și aprofundeze relația lor cu Dumnezeu.
Deși avea puțină școală și era disprețuit, din acest motiv, de unii frați, Siluan Athonitul a început să fie căutat de numeroși pelerini, atât monahi, cât și simpli credincioși, care au ascultat vorbele sale și au simțit harul divin care emana din ființa sa. Mărturia propriei sale experiențe, pe care a lăsat-o în urma sa, dezvăluie într-un limbaj simplu trăirea spirituală profundă a relației cu Dumnezeu. Siluan Athonitul a murit în noaptea de 24 septembrie 1938.

### Canonizarea
Învățăturile sale au fost adunate de ucenicul său, Sofronie Saharov (1896-1993), care a scris o lucrare biografică intitulată Viața și învățătura starețului Siluan Athonitul. Teologul sârb Iustin Popovici l-a comparat pe Siluan Athonitul cu Sfântul Simeon Noul Teolog, în timp ce monahul cistercian Thomas Merton l-a considerat drept „cel mai autentic monah al secolului al XX-lea”. Patriarhia Ecumenică l-a canonizat în anul 1987, sub numele de Cuviosul Siluan Athonitul, considerând că „a atins măsura Sfinților Părinți” ai Bisericii. Ziua de prăznuire a Sfântului Siluan este 24 septembrie.
Părticele din moaștele Sfântului Siluan Athonitul se află în România la Schitul Darvari din București, la Catedrala Reîntregirii din Alba Iulia și la Biserica Memorială Mihai Viteazul din Alba Iulia (primite în 2006).